# Frère Julien
Frère Julien ou frère Julianus (hongrois : Julianus barát) est un moine dominicain hongrois du XIIIe siècle connu pour avoir décrit des populations d'Asie centrale parlant encore le hongrois lors d'un voyage en 1235.
L'expédition de ces moines dominicains hongrois vers l'Oural a alors pour but de rechercher l'existence de tribus magyares n'ayant pas effectué la grande migration vers l'ouest, à l'origine de l'Honfoglalás puis de la création du royaume de Hongrie. Ces tribus, tel que le rapportent les chroniques, seraient restées dans le territoire originel magyar aux abords du khanat bulgare de la Volga, dans l'actuelle Bachkirie. Malgré les 300 à 400 années les séparant du moment de la scission, frère Julien aurait non seulement trouvé ces tribus, mais aurait pu échanger de manière intelligible en hongrois avec eux. Il aurait appris à ce moment-là l'imminence du danger tatar et aurait averti les souverains hongrois de la prochaine invasion du royaume. Entre-temps, ce serait sous les coups des mêmes Tatars que ces Magyars orientaux auraient définitivement disparu. 

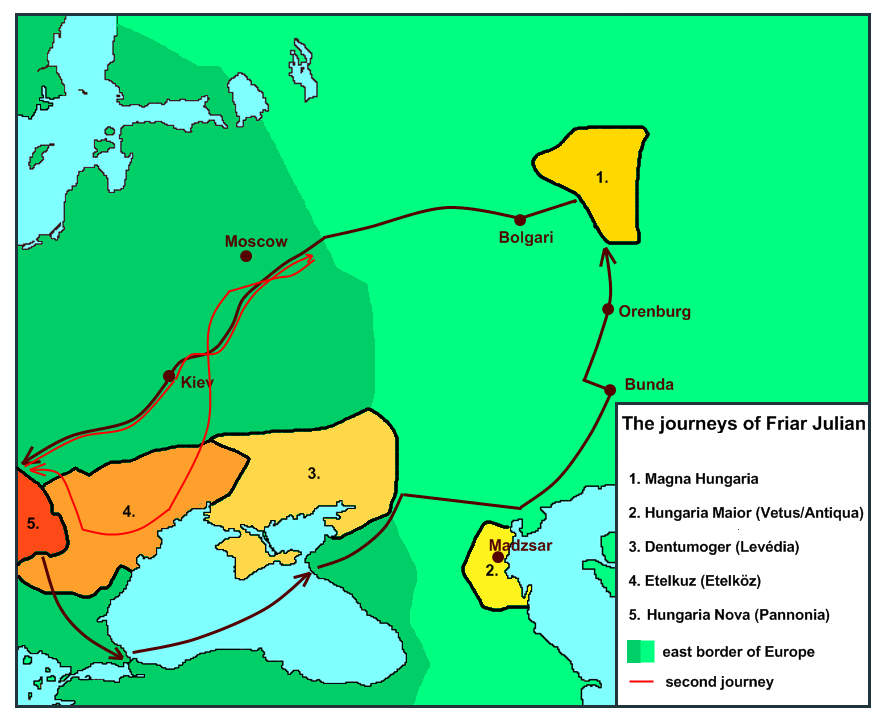
Le périple de frère Julien.